# Relaciones México-Montenegro
Las naciones de México y Montenegro establecieron relaciones diplomáticas en 2007. Ambas naciones son miembros de las Naciones Unidas.

## Historia
México y Montenegro establecieron relaciones diplomáticas el 5 de junio de 2007. Los vínculos se han desarrollado principalmente en el marco de foros multilaterales. 
En noviembre de 2010, el gobierno de Montenegro envió una delegación de once miembros para asistir a la Conferencia de las Naciones Unidas sobre el Cambio Climático de 2010 en Cancún, México.
En 2025, ambas naciones celebraron 18 años de relaciones diplomáticas. Ese mismo año, México abrió un consulado honorario en Podgorica.

## Misiones diplomáticas
- México está acreditado ante Montenegro a través de su embajada en Belgrado, Serbia y mantiene un consulado honorario en Podgorica.[5][4]
- Montenegro está acreditado ante México a través de su embajada en Washington D. C., Estados Unidos.[6]